# Église Saint-Nicolas de Nancy
Pour les articles homonymes, voir Église Saint-Nicolas.
L'église Saint-Nicolas est un édifice religieux nancéien construit au XIXe siècle par Prosper Morey pour une des trois paroisses primitives de la ville neuve de Nancy. Elle est dédiée au saint patron de la Lorraine, saint Nicolas, évêque de Myre.

## Situation

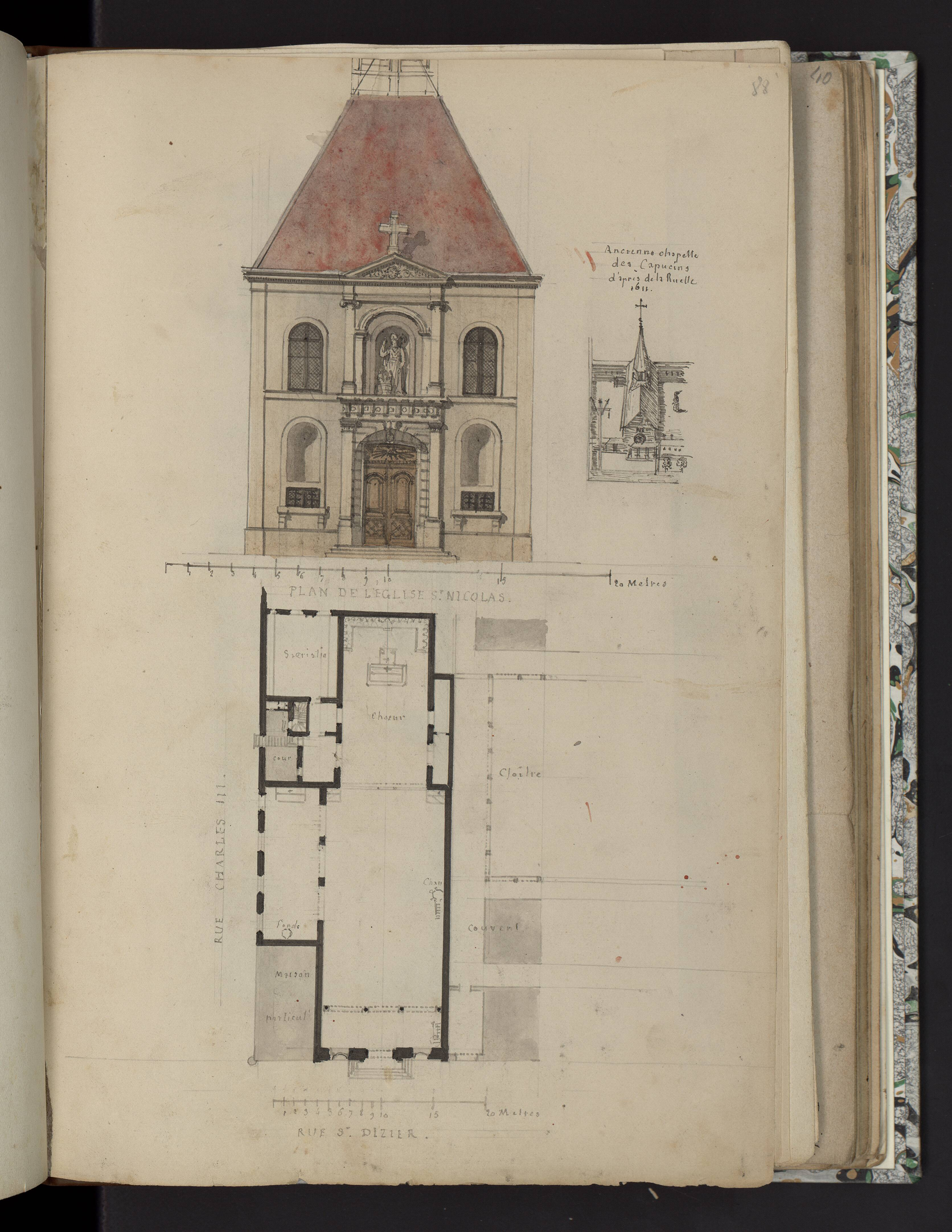
Plan de l’église par Prosper Morey, son architecte

L'église est située no 47 rue Charles-III.

## Architecture
Elle montre un style Renaissance qui rompt avec la tradition néo-gothique chère à Prosper Morey, mais est inachevée. 
L'orgue, conçu par le facteur Henri Didier, originaire d'Épinal, date de 1897.